# Hamantash
Un hamantash (Yddish: המן־טאַש homentash, anche scritto hamentasch, pl. המן־טאַשן  homentashn oppure hamentaschen, letteralmente 'le tasche di Haman') (in lingua ebraica אוזן המן, ozen Haman, pl. אוזני המן, oznei Haman, letteralmente (le) orecchie di Haman) è un dolce ebraico anche entrato nel novero della cucina veneziana.

## Descrizione
Trattasi di un pasticcino farcito riconoscibile per la sua forma triangolare ottenuta ripiegando verso l’interno i lati di un impasto circolare, con una farcitura posizionata al centro. Gli hamantashen possono essere realizzati con molte farciture differenti, come per esempio con semi di papavero (la varietà più antica e tradizionale), prugne secche, noci, datteri, albicocche, lamponi, uva passa, mele, confetture nello stile lekvar, ciliegia, fico, cioccolato, dulce de leche, halva e persino caramello o formaggio. La loro consistenza può variare da un impasto duro ad un impasto soffice ed elastico.

## Nome e simbolismo
Il dolce è solitamente associato alle festività ebraiche Purim e Haman (quest’ultimo era il cattivo nella storia).
Hamantash è anche scritto hamentasch, homentash, homentasch, homentaschan, o persino (h)umentash. Il nome hamantash è comunemente visto come un riferimento ad Haman, il malvagio nella storia di Purim, come descritto nel libro di Ester. Questi dolci dovrebbero simboleggiare la sconfitta del nemico del popolo ebraico. Il termine tasche in tedesco significa marsupio, taschino e pertanto potrebbe riferirsi alle tasche di Haman, che simboleggiano i soldi che Haman offriva a Ahasuerus in cambio del permesso di distruggere gli Ebrei. In ebraico il termine tash significa “indebolire”, e l’hamantash potrebbe celebrare l’indebolimento di Haman e la speranza che Dio indebolisca tutti i nemici degli ebrei. Un'altra possibile fonte del nome è la paretimologia (o etimologia popolare): l’originale parola Yiddish מאָן־טאַשן (montashn) o il termine tedesco Mohntaschen, che significano entrambi “sacchetti ripieni di semi di papaveri”, fu trasformato in hamantaschen, probabilmente associato a Haman. In Israele gli hamantaschen sono chiamati oznei Haman (Ebraico: אוזני המן), il corrispondente ebraico di “le orecchie di Haman” riferito alle orecchie del nemico sconfitto.
Il motivo per cui questo dolce possiede tre lati è incerto. Esiste un’antica leggenda secondo la quale Haman indossava un cappello con tre punte. In alternativa, il Midrash racconta che quando Haman riconobbe il merito dei tre Patriarchi, la sua forza si indebolì immediatamente. Nello spettacolo televisivo Naked Archaeologist il giornalista Simcha Jacobovici ha mostrato la somiglianza delle hamantaschen con i dadi dall’antico Gioco reale di Ur, di origine babilonese, che quindi suggerisce che i dolci simboleggino la forma piramidale dei dadi gettati da Haman per stabilire il giorno della distruzione degli ebrei. Una spiegazione più semplice è che la forma derivi dalle tradizionali tecniche di cottura ebraiche dell'Europa centrale utilizzate per piegare la pasta in modo da formare una busta attorno a un ripieno, tecniche utilizzate anche nella preparazione dei ravioli.

### Plurale
La parola “hamantash” è singolare; “hamantashen” è plurale ed è la forma più comune del termine. Tuttavia molte persone si riferiscono a questi dolci con il termine hamantashen anche al singolare (per esempio, “Ho mangiato un hamantashen all’albicocca”).